# Didactica magna
La Grande Didattica  (in latino:  Didactica Magna; titolo completo: Didactica Magna, Universale Omnes Omnia Docendi Artificium Exhibens, ovvero La Grande Didattica, Tutta l'arte di insegnare tutte le cose a tutti gli uomini), è un libro scritto dal pedagogista e teologo ceco Comenio tra il 1627 e il 1638 e pubblicato per la prima volta nel 1657.

## Temi e contenuto
La Grande Didattica viene comunemente considerata tra le prime, se non la prima, grande opera di pedagogia (o di educazione) moderna. Il suo autore, Jan Amos Comenius, meglio conosciuto come Comenio, descrisse la sua opera come una "didattica della vita", il cui scopo era "insegnare a tutti tutto completamente" o "insegnare a tutti tutto considerando il tutto" (omnes omnia omnino excoli). Lo sfondo di questa elevata affermazione è la visione contemporanea secondo cui solo una persona istruita è un essere umano. Comenio rappresentava quindi un approccio di antropologia ottimista, che vede qualcosa di buono in ogni essere umano e lo considera generalmente espandibile (educativo). Parallelamente a ciò, la Didactica Magna funge da guida per raggiungere risultati di apprendimento elevati per gli studenti in un'atmosfera di apprendimento piacevole.

## Il pansofismo
Nella Didactica Magna, Comenio ha delineato, inoltre, un sistema di scuole che è l'esatta controparte del sistema americano esistente di scuola materna, scuola elementare, scuola secondaria, college e università. Il libro propone una filosofia dell'insegnamento chiamata pansofismo (conoscenza universale) il cui scopo è insegnare tutte le cose a tutti da tutti i punti di vista. Comenio credeva che l'umanità attraverso gli insegnamenti pansofici potesse vivere in armonia. Presumeva che i bambini avessero un desiderio naturale di conoscenza e di bontà. Egli diceva Ci azzardiamo a promettere una Grande Didattica... tutta l'arte di insegnare tutte le cose a tutti gli uomini, e anzi di insegnarle con certezza, affinché il risultato non possa mancare... Infine, vogliamo provare tutto questo a priori, che vale a dire, dalla natura inalterabile dell'arte universale di fondare scuole universali Comenio (1896, p.157); nella Didactica Magna afferma inoltre che “...non solo i figli dei ricchi o dei potenti, ma di tutti, ragazzi e ragazze, nobili e ignobili, ricchi e poveri, in tutte le città e paesi, villaggi e frazioni, dovrebbero essere mandati a scuola."

## Apprendimento e conoscenza
Nella Grande Didattica Comenio raccomandava di apprendere dalla natura anche al di fuori dei contesti scolastici. Se un bambino frequenta la scuola, sosteneva che l’apprendimento dovrebbe estendersi oltre l’aula e avvenire nella vita di tutti i giorni. Ha realizzato questa acquisizione della conoscenza mondana fornendo agli studenti il contatto con gli oggetti nell'ambiente e sistematizzando la conoscenza per renderla più accessibile e pertinente agli interessi e ai bisogni della vita dei bambini.